# روبرت غارفي
روبرت غارفي (بالإنجليزية: Robert Garvey)‏ هو كاتب للأطفال وكاتب أمريكي، ولد في 1908، وتوفي في 1983.